# クイットマン郡 (ジョージア州)
クイットマン郡（クイットマンぐん、英: Quitman County）は、アメリカ合衆国ジョージア州の南西部に位置する郡である。2010年国勢調査での人口は2,513人であり、2000年の2,598人から3.3%減少した。人口では州内で4番目に少なく、陸地面積では6番目に小さい郡である。郡庁所在地はジョージタウン市（人口2,513人）であり、郡と市が統合されている。クイットマン郡は1858年12月10日に設立され、郡名は米墨戦争の指揮官であり、ミシシッピ州知事を務めたジョン・A・クイットマン将軍に因んで名付けられた。

## 地理
アメリカ合衆国国勢調査局に拠れば、郡域全面積は160.92平方マイル (416.8 km2)であり、このうち陸地151.54平方マイル (392.5 km2)、水域は9.38平方マイル (24.3 km2)で水域率は5.83%である。

### 主要高規格道路

#### アメリカ国道
- アメリカ国道82号線

#### ジョージア州道
- ジョージア州道27号線
- ジョージア州道39号線
- ジョージア州道50号線

### 隣接する郡
- スチュアート郡 - 北
- ランドルフ郡 - 東
- クレイ郡 - 南
- バーバー郡 (アラバマ州) - 西

### 国立保護地域
- ユーファウラ国立野生生物保護区（部分）

## 人口動態
以下は2000年の国勢調査による人口統計データである。
| 基礎データ - 人口: 2,598人 - 世帯数: 1,047 世帯 - 家族数: 755 家族 - 人口密度: 7人/km2（17人/mi2） - 住居数: 1,773軒 - 住居密度: 5軒/km2（12軒/mi2） 人種別人口構成 - 白人: 52.12% - アフリカン・アメリカン: 46.88% - ネイティブ・アメリカン: 0.23% - アジア人: 0.04% - その他の人種: 0.19% - 混血: 0.54% - ヒスパニック・ラテン系: 0.50% | 年齢別人口構成 - 18歳未満: 24.0% - 18-24歳: 7.2% - 25-44歳: 23.6% - 45-64歳: 25.4% - 65歳以上: 19.9% - 年齢の中央値: 42歳 - 性比（女性100人あたり男性の人口） - 総人口: 88.9 - 18歳以上: 85.1 世帯と家族（対世帯数） - 18歳未満の子供がいる: 26.0% - 結婚・同居している夫婦: 50.2% - 未婚・離婚・死別女性が世帯主: 18.7% - 非家族世帯: 27.8% - 単身世帯: 24.9% - 65歳以上の老人1人暮らし: 12.3% - 平均構成人数 - 世帯: 2.48人 - 家族: 2.95人 | 収入と家計 - 収入の中央値 - 世帯: 25,875米ドル - 家族: 30,691米ドル - 性別 - 男性: 23,365米ドル - 女性: 19,069米ドル - 人口1人あたり収入: 14,301米ドル - 貧困線以下 - 対人口: 21.9% - 対家族数: 16.1% - 18歳未満: 26.6% - 65歳以上: 24.5% |

## 都市と町
- ジョージタウン - 郡庁所在地
- モリス